# Dragoslav Šekularac
Dragoslav Šekularac (srbsko Драгослав Шекуларац), jugoslovanski nogometaš, * 30. november 1937, Štip, Kraljevina Jugoslavija, † 5. januar 2019, Beograd.
V današnji Makedoniji rojen nekdanji jugoslovanski reprezentant Črnogorskega očeta (Bogoslav Šekularac) in Makedonske matere (Donka Markovski). Oče je bil odvetnik, ki se je zaradi dela preselil v Štip, nato pa je dobil službo na kmetijskem ministrstvu v Beogradu, nakar so se preselili v prestolnico tedanje Kraljevine Jugoslavije.